# カレーライスの女
『カレーライスの女』（カレーライスのおんな）は、ソニンのファーストシングル。2002年8月21日リリース。

## 解説
- EE JUMP解散後、ソニンの再始動作としてリリース。ジャケット写真やPVに使用されたソニンの裸エプロンの衣装が注目を集めた[1]。
- カップリングには未発売アルバム『EE JUMP COLLECTION 1』に収録されるはずだったソニンのソロ楽曲『愛はもっとそうじゃなくて』が収録されている。
- PVには松浦亜弥のシングル『桃色片想い』のPVに登場していたキャラクター"ももぞー"が登場している。
- 2006年に韓国語バージョン『후애（後愛）』がリリースされている。
- 2020年に「カレーライスの女」のアンサーソングとなる「ずっとそばにいてね。」がリリースされた[2]。

## 収録曲
全作詞・作曲：つんく
1. カレーライスの女
編曲：鈴木Daichi秀行
  - フジテレビ系「HEY!HEY!HEY! MUSIC CHAMP」エンディング・テーマ
2. 愛はもっとそうじゃなくて
編曲：河野伸
3. カレーライスの女 (Instrumental)